# Hygronemobius alleni
Hygronemobius alleni är en insektsart som först beskrevs av Morse 1905.  Hygronemobius alleni ingår i släktet Hygronemobius och familjen syrsor. Inga underarter finns listade i Catalogue of Life.